# 短鳍斜锯牙鲨
短鳍斜锯牙鲨（学名：Rhizoprionodon oligolinx）也称短鳍尖吻鲨、短鳍斜齿鲨、寡线斜锯牙鲨，是真鲨科斜锯牙鲨属一种，分布于印度洋及太平洋西部的海域。本种由美国学者维克托·G·斯普林格于1964年描述发表。其种加词“oligolinx”意为“短褶”，指本种很短的上唇褶。

## 形态特征
体延长，较粗壮。头平扁，尾侧扁，吻较长。下唇褶细窄，一般隐藏于口内；上唇褶很短，仅见于嘴角处。背鳍2个：第一背鳍中大，第二背鳍很小。身体背面和上侧面呈灰褐色，下侧面和腹面为白色；背鳍、胸鳍后缘颜色较淡；尾鳍边缘暗褐色。